# Footrot Flats
Dit artikel gaat over de stripreeks. Voor de film uit 1986 zie: Footrot Flats: The Dog's Tale
Footrot Flats is een gagstrip uit Nieuw-Zeeland bedacht door cartoonist Murray Ball. De strip verscheen van 1976 tot 1994 in kranten in voornamelijk Nieuw-Zeeland, Australië, Denemarken (waar het verscheen onder de naam Faehunden) en voor korte tijd in Engeland.
De hoofdpersoon van de strip is een bordercollie die simpelweg bekendstaat als "Dog" (hond). Hij woont samen met zijn baasje Wal Footrot op een schapen- en veeboerderij genaamd Footrot Flats nabij het fictieve stadje Raupo in Nieuw-Zeeland.
De strip toont de beproevingen en het wel en wee van Wal, de Hond en andere personages die op en om de boerderij werken en wonen. De gedachten van de Hond worden geuit in gedachtebubbels. De humor is gebaseerd op de zwakheden van de personages, die veel boeren om hen heen gemakkelijk konden herkennen. Er zat veel ‘humor in tegenspoed’, waarbij de spot werd gedreven met de dagelijkse strijd die het boerenleven doordrenkt. De illustraties van alle dieren, behalve de hond zelf die meer cartoonesk werd getekend, zijn behoorlijk realistisch en gedetailleerd, met een dosis komisch antropomorfisme eroverheen zonder het boerenrealisme te bederven.
De strips inspireerden een toneelmusical, een animatiefilm genaamd Footrot Flats: the Dog's Tail en een pretpark, Footrot Flats Fun Park in Auckland (Nieuw-Zeeland). De strip bereikte halverwege de jaren tachtig zijn hoogtepunt in populariteit. Van de boeken werden voornamelijk in Australazië miljoenen exemplaren verkocht.

## Geschiedenis
Footrot Flats werd aanvankelijk afgewezen voor syndicatie door zowel The New Zealand Herald als The Auckland Star. Het werd pas voor het eerst geaccepteerd in 1976 door Mike Robson, redacteur van Wellington's The Evening Post . De strip verscheen in honderden kranten in Australië en kreeg ook internationale aanhang, vooral in Denemarken.
Het personage Wal Footrot is gebaseerd op Murray Ball's neef Arthur Waugh, die schaapscheerder was rond de tijd dat de strip werd gestart en later eigenaar werd van een boerderij van 2.100 hectare, gelegen op het zuidoostelijke Noordereiland. Nieuw-Zeeland.
Een bekende, herhalende running gag in de stripreeks is de naam van de hond. Deze is nooit onthuld. Toch heeft de hond een naam. Zijn echte naam is gekozen door Wal's tante Dolly. De hond veracht echter deze "verfijnde, aristocratische naam" en doet er alles aan om deze te censureren. Van inkt over de strips morsen, tot het laten zwijgen en aanvallen (op soms gewelddadige manieren) van mensen, dieren en objecten die het proberen uit te spreken. Hierdoor heeft hij ook een enorme haat jegens tante Dolly. Zijn baasje Wal noemt hem altijd echter gewoon "Hond", waarmee hij zijn loyale toewijding verkrijgt. Dit geldt voor iedereen die hem gewoon 'Hond' noemt. Zo noemt de hond zichzelf ook.
Bedenker Murray Ball had echter een naam bedacht voor de hond, maar koos ervoor deze niet te gebruiken.
Names are difficult. I drew The Dog well before I thought of his name. For some reason I found it particularly difficult. Nothing seemed to quite cover the Dog’s nature. To start with, I was not sure what his ‘nature’ was to become. Secondly, I am not very good with names. Living with “Ball” as a surname stunts a sensitive soul. In the midst of my ponderings, letters began arriving. Readers seemed to be interested in only one subject – The Dog’s name. “Is the Dog’s name this…?” “Is the Dog’s name that…?
I was probably about 24 strips in to the series when it came to me. It was magnificent – it suited him so well. From that day forth I set about trying to find an opportunity to slip it into the strip. The readers would love it…
And the letters kept rolling in – and the more they asked me the harder it became to tell them. It could only be an anti-climax. A name, after all, is but a name. I was getting cold feet. Whatever I called it, there were battalions of readers out there going to throw their arms in the air and emit a chorus of disappointed groans. So I chickened out. I let the name go and just got on with it.
Op het hoogtepunt van de strip in de jaren '80 werd er veel merchandise uitgebracht, liep er sinds 1988 een musical in Nieuw-Zeeland en Australië over de serie, was 'Dog' een tijdje de mascotte voor de Nieuw-Zeelandse All Blacks en werd de eerste Nieuw-Zeelandse animatiefilm gebaseerd op de reeks in 1986 uitgebracht. Vanwege het succes van de film werd Leisureland, een themapark in Te Atatū (West Auckland), omgedoopt tot Footrot Flats Fun Park.
Ondanks de enorme populariteit van de strip stopte Ball met het tekenen van nieuwe verhalen in 1994. Niet eerder in kranten gepubliceerde verhalen en tekeningen werden tot 2000 nog jaarlijks in boekvorm uitgebracht. Ball noemde verschillende redenen om met de strip te stoppen in 1994, waaronder de dood van zijn eigen hond en zijn ongenoegen over de situatie van de Nieuw-Zeelandse politiek .
Onder de fans van de strip bevonden zich Peanuts- maker Charles Schulz en Garfield- maker Jim Davis.

## Hoofdpersonages

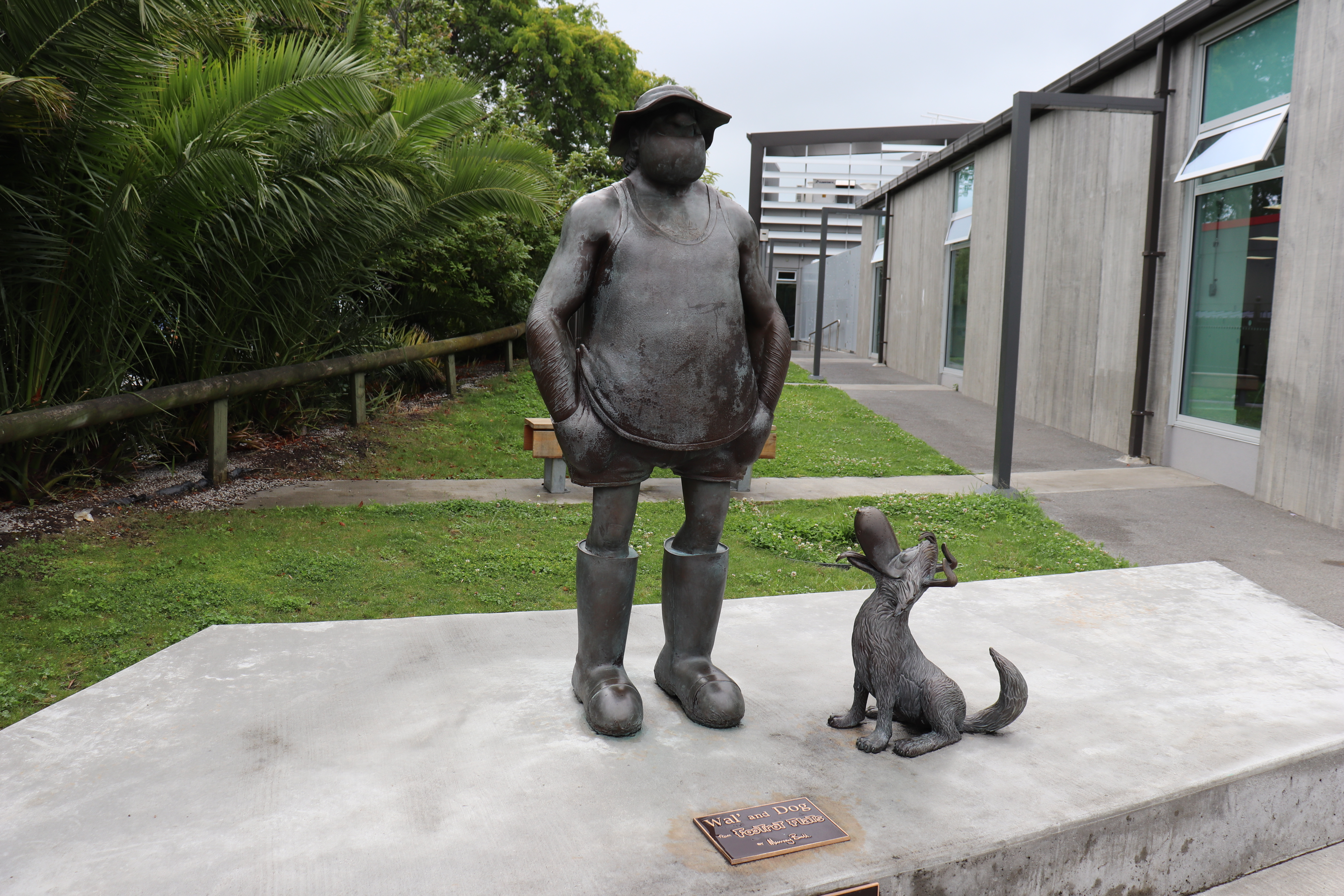
Standbeeld van Wal en de Hond in Gisborne, Nieuw-Zeeland

"De hond"Het hoofdpersonage uit de serie, een Border Collie. Hij beschouwt zichzelf als slim, stoer en moedig, maar is behoorlijk zachtaardig en zelfs laf van tijd tot tijd. De hond werd geboren in het kattenhuis van tante Dolly en vergeten door zijn moeder en broertjes en zusjes. Hierom werd hij opgevoed door een Perzische kat genaamd Ninky Poo voordat hij aan Wal werd gegeven als puppy. Hij heeft hierdoor enkele kattenmanieren erop nagehouden. Hij is een bekwame herdershond en wordt vaak aan het werk gezet om het vee in gereel te houden, dingen te bewaken of ratten of varkens te verjagen. Hij is dol op konijnen en red deze dan ook vaak van Wal's jachtgeweer of vallen, is bang voor wilde varkens en vindt het niet leuk om te zien hoe bomen worden gekapt of hoe dieren worden gejaagd en vermoord. Toch heeft hij er zelf geen probleem mee om dode dieren te eten doordat hij vaak al klaar staat met zijn bord als een schaap slecht van gezondheid is. Hij heeft verschillende alter ego's waaronder: "The Scarlet Manuka" die cricketballen probeert te 'bevrijden', "Mitey Iron Paw" en "the Grey Ghost of The Forest" die als doel heeft de dieren en voornamelijk Wal te beschermen. De Hond heeft veel respect en toewijding voor Wal en is gauw jaloers op andere die hem in zijn ogen proberen af te nemen. Meestal probeert hij als 'chaperonne' op te treden tijdens Wal's dates met "Cheeky" Hobson, wat meestal tot een ramp voor Wal leidt. De Hond gebruikt een oude watercontainer als hondenhok en dit is ook zijn plek om in te schuilen wanneer Wal hem nodig heeft voor vervelende klusjes of de plek waar hij dingen verstopt van andere wanneer ze hem lastig hebben gevallen. Ook laat hij andere, kleine dieren hier schuilen tegen slecht weer of als ze zich moeten verstoppen voor de kat Horse.
Zelf is de hond verliefd op Jess, een vrouwelijke bordercollie die eigendom is van de buurman. Wanneer zij loops is, moet ze worden opgesloten in een speciaal hok waarbij de Hond altijd, vaak tevergeefs, bij haar probeert in te breken. Echter is het hem ook een paar keer gelukt aangezien ze samen al vijf nesten aan pups hebben verwerkt.
Wallace Cadwallader "Wal" FootrotWallace Footrot werd op 26 januari geboren en volgde zijn opleiding aan de Apiti Primary School en later aan Foxton Agricultural High, waar hij uitblonk in het achteruitrijden van tractoren. Toen hij de school verliet, verwierf hij 160 hectare moeras tussen de Ureweras en de zee die hij bewerkte tot vruchtbaar land om schapen- en vee te houden. Hij is ongehuwd, hoewel hij een knipperlichtrelatie heeft met Darlene "Cheeky" Hobson, die als kapper werkt. Wal speelt rugby union en droomt ervan om het nationale team van Nieuw-Zeeland, de All Blacks, te vertegenwoordigen. De Raupo XV spelen vaak tegen het Mill-team, wiens sterspeler de slonzige buurman en aartsrivaal van Wal is, 'Spit' Murphy, die ook strijdt om Cheeky's genegenheid.
 Wal komt erg nors en lomp over en communiceert ook zo naar andere personages. Ook is hij een enorme sloddervos. Zijn huis is smerig en vuil, en opruimen doet hij alleen als tante Dolly langs komt. Hij bezit enkel een paar zwarte, mouwloze shirts, twee paar korte broeken en een oud smerig groen pak. Ondanks zijn norse karakter en grote mond, heeft hij een groot hart voor de mensen in zijn leven en geeft hij veel om zijn dieren. Ondanks dat hij de Hond beschouwt als werkdier en niet als huisdier, is zijn affectie enorm voor hem en neemt hij de Hond overal mee naartoe waar hij heen gaat. Hij beschouwt de Hond dan ook als een familielid, ondanks dat hij de Hond ook regelmatig misbruikt voor klusjes waar hij zelf geen zin in heeft of zich enorm kan ergeren aan diens (laffe) gedrag tijdens het werk of bij het jagen op wilde varkens.
Socrates "Cooch" WindgrassWal's buurman en beste vriend. Cooch heeft compassie voor alle levende wezens en de natuur en heeft daardoor een natuurlijke affiniteit met dieren. Maar hij is geen vegetariër. Zijn familie bezit 1.000 hectare moeras, pollen, struikgewas, bos en wad. Een koolboom groeit door de vloer van zijn veranda, terwijl een pūririboom zijn huis scheef heeft geduwd. Cooch is eigenaar van de vriendin van de hond, Jess (ook een Bordercollie), en heeft een ekster als huisdier genaamd Pew. Cooch bestuurt nooit een tractor en ploetert liever voort op zijn Clydesdales. Hij helpt Wal met hekwerken, scheren en andere klusjes op de boerderij. Hij is ongehuwd, maar is verliefd op zijn nicht Kathy. Murray Ball omschreef Cooch als "excentriek, GEEN idioot!", Omdat hij het personage heeft gebaseerd op twee mensen die hij kent.
Dolores Monrovia Grutto "Tante Dolly" FootrotWal's tante. Ze werd geboren in Cambridge, Waikato, en was de tweede dochter van een Engelse vader en Nieuw-Zeelandse moeder. Ze volgde een opleiding aan de Lady Hinema Sacks-Grenville School for Young Ladies en was aanvoerder in diverse hockey, lacrosse en boks teams. Ze trouwde onder haar stand met Arch '"Toey" Footrot, een kapper en bookmaker zonder vergunning, de oudere broer van Wal's vader. Helaas vluchtte Toey naar Australië met "een domme maar decoratieve eigenaar van een dartkraam met massa's zwart haar". De eerste kat van tante Dolly was Archibald II. Ze is eigenaar van een kattenhuis (waar de Hond werd geboren) Ze is zeer conservatief, vereert de Britse monarchie, spreekt mensen altijd aan met hun achternaam en ze keurt Wals relatie met Cheeky Hobson af. Ondanks haar strengheid heeft ze een goed hart en houdt ze ervan om in de winter verlaten lammeren te bemoederen. De hond veracht haar echter zeer omdat ze hem zijn naam heeft gegeven. Een verfijnde, aristocratische naam waar hij een bloedhekel aan heeft.
Darlene Cheeky" HobsonWals vriendin. Zij is de eigenaar van kapsalon La Parisienne in Raupo. Cheeky wordt veracht door de Hond, die altijd op zoek is naar manieren om tussen haar en Wal te komen, en tante Dolly. Ze heeft twee jongere zussen, Belinda en Avril die zelf allebei een hekel hadden aan de Hond. Cheeky is niet altijd gecharmeerd van Wal en zijn lompe gedrag en irriteert zich soms mateloos aan hem of doet publiekelijk of ze hem niet kent. Soms raakt ze ook gecharmeerd van andere mannen en gaat ze met hen uit, tot grote jaloezie van Wal. Tegen het einde van de stripreeks verloven Cheeky en Wal zich, tot groot ongenoegen van de Hond en Tante Dolly, maar op het laatste moment dumpt Cheeky Wal om met een mannelijke stripper naar Los Angeles te verhuizen.
HorseHorse (paard) is de naam van een grote, woeste en vrijwel onkwetsbare kater. Hij is zeer agressief, voor niets en niemand bang en terroriseert de Hond en andere personages. Enkel tante Dolly is niet bang voor hem. Hij verzet zich heftig tegen pogingen van haar om getemd te worden. Hij heeft een vriendin die getatoeëerde oren heeft, bij een motorbende woont en van leer houdt. Hij verwekt af en toe kittens. Horse "sprak" niet vaak in de vroege strips, maar communiceerde alleen via (gewelddadige) acties en gejank. Ondanks zijn norse karakter laat hij van tijd tot tijd zijn vriendelijkere kant zien. :
Janice "Pongo" FootrotWal's nichtje, dochter van Rex Footrot, Wal's jongere broer. Ze begint in de stripreeks als een stereotiep klein meisje. Ze verkleedt de hond, stopt hem in een kinderwagen (tot zijn enorme ongenoegen) en speelt met poppen. In latere verhalen verandert ze echter in een sterke feministe. Ondanks dat ze een stadsmeisje is en naar een kostschool gaat, is ze niet bang voor wilde dieren en helpt ze haar oom met het werk op de boerderij. Ze houdt vol dat haar bijnaam Pongo voortkomt uit haar pingpongvaardigheden, en niet omdat ze als baby 'pongde' (stonk).
prins CharlesEen zeer verwende Welsh Corgi, eigendom van tante Dolly en een snob. Leeft in tegenstelling tot de Hond binnenshuis en gedraagt zich aristocratisch naar andere dieren. Vaak zijn er botsingen tussen hem en de Hond. Hij verlangt soms naar Jess, maar is nog meer dol op de fijne keuken. De Hond moet Prins Charles meestal de ruigere aspecten van het boerenleven uitleggen, zoals het paren van vee en maden die schapenvlees eten zonder jus. Prins Charles is zeer territoriaal als hij zich op zijn eigen grondgebied bevindt.
Rangi Wiremu Waka JonesEen lokale maori jongen uit een dorpje vlak bij de boerderij die vaak op de boerderij langskomt om Wal vrijwillig een handje te helpen om het vak te leren. Hij speelt ook veel met Pongo als zij tijdens vakanties op bezoek komt. Ondanks zijn kleine gestalte is hij een ervaren rugbyspeler en krijgt hij vaak de overhand op Wal. Rangi's vader is slachter in een slachthuis en zijn moeder geeft les op de plaatselijke School. Bij zijn eerste optreden overweegt Rangi de hond nog te villen om er een bontjas van te maken.
JessDe bordercollie hond van Cooch. Ze is de vriendin en co-ouder van de Hond. De Hond zelf blijft altijd beweren dat ze enkel maar goede vrienden zijn. Het is vaak onduidelijk of Jess daadwerkelijk verliefd op hem is en andersom of dat ze van elkaar enkel profiteren wanneer Jess loops is. Toch gaan ze ook goed met elkaar om wanneer ze dat niet is. Ondanks dat altijd opgesloten wordt in de "Bitch's Box" als ze loops is, heeft ze toch al verschillende nestjes puppy's gehad met de Hond.
MajorWal's eerste hond. Een varkensjachthond, die weinig zegt, zeer streng is en stoer. Hij is zeer vriendschappelijk naar Dog en red hem vaak uit de moeilijkheden.::

De meeste personages zijn voornamelijk bekend onder hun bijnamen, zoals Cooch, Pongo, Rangi en Tante Dolly. Tante Dolly gebruikt de bijnamen echter nooit en spreekt ze altijd aan met hun eigen naam.

## Sport
Sport speelt een grote rol in Footrot Flats. Wal beoefent allerlei sporten, waaronder cricket, golf, vissen, rugby, tennis en snooker. De Hond speelt vaak met Wal, helpt hem soms, brengt hem soms in verlegenheid en wordt soms uitgebuit. Wal kan zijn jongere broer Rex in geen enkele sport verslaan.

## Lijst met publicaties
Hoofdreeks
- Footrot Flats 1-27 (1978-1999)[14]
- The Footrot Flats 'Weekender' 1-8 (1985-1998)[15]
- The Puppydog Footrot Flats 1-21 (1/11/95)[16]

Pocketboeken
- 'They've put custard with my bone!" (1983)
- The cry of the grey ghost (1984)
- ""I'm warning you, Horse..." (1985)
- It's a dog's life (1988)
- "Let slip the dogs of war!" (1992)
- Footrot Flats Pocket Book Collection (1995)

Gecombineerde collecties
- Footrot Flats Collector's Edition (1987)
- Footrot Flats Collector's Edition 2 (1989)
- Footrot Flats Collector's Edition 3 (1993)
- The Footrot Flats 'Weekender' Speciall (1994)
- Footrot Flats-galerij 1-3 (2005-2006)
- Footrot Flats sportcollectie (2005)
- Footrot Flats: De wijsheid van de hond (27/9/2010)
- The Art of Footrot Flats (25/10/2011)
- Footrot Flats: Luv van Dog (24/9/2013)
- The Essential Footrot Flats (28/10/2014)
- Footrot Flats Galerij 1 (27/10/15, herdruk)
- Footrot Flats Gallery 2 (26/10/16, herdruk)

Murray Ball Collectors-trilogie
- Footrot Flats: The Dog Strips (2007)
- Footrot Flats: The Long Weekender (2008)
- Six of the Best by Murray Ball (2009)[17]

Diverse merchandise inbegrepen:
- wenskaarten, ansichtkaarten, posters, etuis, kleurboeken, notitieblok
- mokken, drinkglazen, bierpul, onderzetters, placemats, theelepels, borden, bier
- kleding, beddengoed, theedoeken, schorten, strandlakens, badges, reversspeldjes, transfers, patches
- activiteitenpakketten, deurhangers, stickers, inpakpapier, lucifers, sleutelhangers
- knuffels, legpuzzels, warmwaterkruiken, keramiek, zeepfiguurtjes,

## Footrot Flats: The Dog'sTailTale
Footrot Flats: The Dog's Tale (gestileerd als Footrot Flats: The Dog's Tail Tale) is een Nieuw-Zeelandse animatiefilm uit 1986, gebaseerd op de personages en omgeving van de stripreeks.
De film is geschreven door Murray Ball en Tom Scott, geregisseerd door Ball, en geproduceerd door John Barnett en Pat Cox, met muziek van Dave Dobbyn. De stemmencast bestaat uit vooraanstaande Nieuw-Zeelandse acteurs. Het was de eerste animatiefilm volledig geschreven en gebaseerd in Nieuw-Zeeland.
De film werd in november 1986 in Nieuw-Zeeland in de bioscopen uitgebracht en op 9 april 1987 volgde de première in Australië. De film bracht $2.500.000 op aan de kassa in Nieuw-Zeeland (waarmee het een van de meest succesvolle lokale films van de jaren tachtig is). In Australië had het een brutowinst van $4.317.000, wat overeenkomt met $11 miljoen in 2016.